# 尿道炎
尿道炎（英語：urethritis）指尿道發炎，屬於泌尿道感染之一種。最常見的症狀是疼痛或排尿困難（dysuria）。

## 症狀及病徵
在男性中，產生膿性分泌物通常表明淋菌性性質的尿道炎，同時明確的分泌物表示非淋菌性性質的尿道炎。尿道炎很難在婦女診斷，因為分泌物可以不存在。但是，排尿困難(dysuria)和排尿頻率的症狀可能存在。

## 病因
該疾病被分類為淋菌性尿道炎、由淋球菌導致，或是非淋菌性尿道炎(NGU)、最常見的由砂眼衣原體引起的。非淋菌性尿道炎，有時也被稱為"非特異性尿道炎"(NSU/non-specific urethritis)，同時具有感染性和非感染性的病因。
其他病因還包括：
- 腺病毒
- 腎盂腎炎大腸桿菌(UPEC)
- 单纯疱疹
- 巨細胞病毒
- 生殖支原體(Mycoplasma genitalium)
- 萊特氏症候群
- 陰道毛滴蟲(Trichomonas vaginalis)
- 解脲支原體(Ureaplasma urealyticum)
- 抗藥性金黃色葡萄球菌[3]
- 無乳鏈球菌(Streptococcus agalactiae)[4]

## 診斷
男性患者，醫生會檢查陰莖及睾丸的任何疼痛或腫脹。
泌尿道感染可能會導致類似的症狀。

## 預防
尿道炎一些病因的風險可以通過避免"無保護的性行為"、避免"可能刺激尿道的化學物質"等原因而減少；這些原因可包括"尿道洗滌劑、或洗劑"以及殺精劑(Spermicide)或避孕劑，及手動操作尿道所引起的刺激。

## 治療
根據病人的尿道炎的病因有各種藥物病方可施用。根據病因所施用的一些常用的藥物包括：阿奇霉素、多西环素、红霉素、左氧氟沙星(levofloxacin)、甲硝唑(metronidazole)、氧氟沙星，或替硝唑(tinidazole)。
應該強調適當的會陰部衛生習慣。這包括避免使用"陰道除臭噴霧劑"(vaginal deodorant spray)，及在排尿及排便後適當的擦拭。在尿道炎症狀消失前、應避免性交。